# Převýšov
Převýšov település Csehországban, Hradec Královéban. Převýšov Žiželice, Olešnice, Chlumec nad Cidlinou és Lovčice településekkel határos. Lakosainak száma 363 fő (2024. január 1.).

## Népesség
A település lakosságának változását az alábbi diagram mutatja:
| Lakosok száma | 364  | 411  | 435  | 340  | 366  | 319  | 322  | 335  | 333  | 363  |
|               | 1869 | 1900 | 1921 | 1961 | 1980 | 2011 | 2016 | 2019 | 2021 | 2024 |